# Champvoisy
Champvoisy es una comuna francesa situada en el departamento de Marne, en la región de Gran Este.

## Demografía
| 192 | 161 | 153 | 160 | 184 | 174 | 250 |
| Para los censos de 1962 a 1999 la población legal corresponde a la población sin duplicidades (Fuente: INSEE [Consultar]) |     |     |     |     |     |     |